# 7z
7z je eden novejših datotečnih formatov za stiskanje oz. arhiviranje-dearhiviranje, ki zagotavlja visoko kompresijsko razmerje.

## Značilnosti formata 7z
Osnovne značilnosti in prednosti formata 7z:
- odprta arhitektura
- visoko kompresijsko razmerje
- močna enkripcija AES-256
- možnost uporabe katerekoli drugega arhivnega formata, pretvorbe ali enkripcijske metode
- podpora velikih datotek (celo velikosti do 16000000000 GB)
- datotečna imena Unicode
- popolno kompresiranje
- kompresiranje Arhivne glave v datotekah

7z ima odprto arhitekturo, zato podpira in lahko prav tako podpira vse kompresijske formate, ki bodo še nastali v prihodnosti.
Format trenutno podpira naslednje kompresijske metode:
| metoda  | dekripcija                                          |
| ------- | --------------------------------------------------- |
| LZMA    | nadgrajena in optimizirana različica algoritma LZ77 |
| PPMD    | Dimitrij Škarinov PPMdH z majhnimi spremembami      |
| BCJ     | konverter za 32-bitne x86 datoteke exe              |
| BCJ2    | konverter za 32-bitne x86 datoteke exe              |
| BZip2   | standardni algoritem BWT                            |
| Deflate | algoritem, osnovan na standardu LZ77                |